# Pukcode

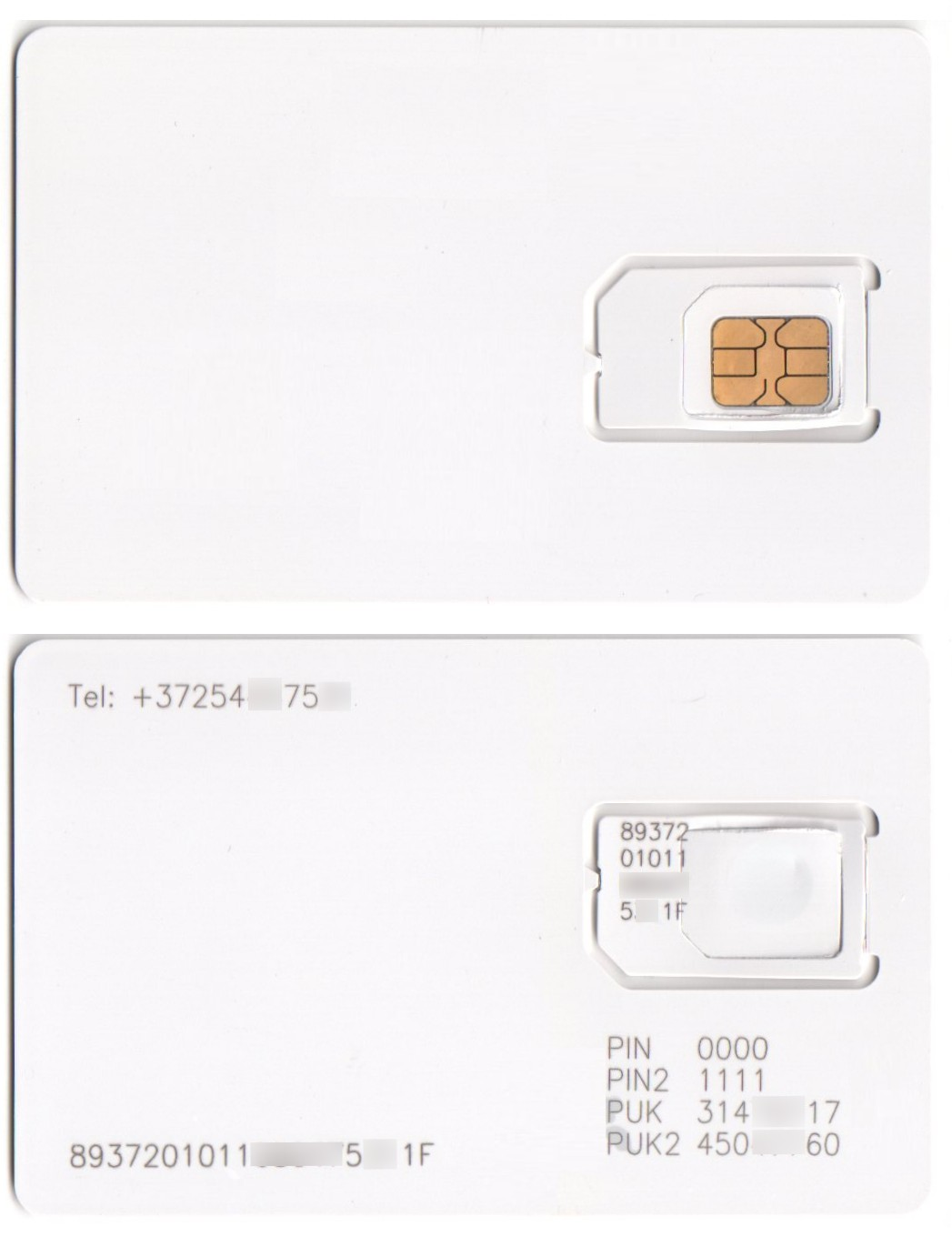
Een blanke uitgave van een simkaart. Rechtsonder staan twee pukcodes die bij de simkaart horen.

Een pukcode (PIN unblocking key of personal unblocking key) is een uit cijfers bestaande code die gebruikt kan worden om de pin-vergrendeling of eID van een simkaart te kunnen herstellen. Dit kan nodig zijn wanneer een simkaart vergrendeld is nadat driemaal de verkeerde pincode op een mobiele telefoon (gsm) of een kaartlezer voor een chipkaart is ingevoerd.
De pukcode wordt gewoonlijk bij de levering van een simkaart aangeboden maar staat niet op de simkaart zelf. In andere gevallen bewaart een provider van abonnementen de pukcode in zijn administratie, waarbij deze kan worden opgevraagd door klanten die per ongeluk hun eigen simkaart vergrendeld hebben.